# 安達健祐
安達 健祐（あだち けんゆう、1952年〈昭和27年〉7月27日 - ）は、日本の経済産業官僚。経済産業事務次官、商工組合中央金庫（商工中金）社長等を歴任した。東京都出身。父は文部省文化局長などを務めた安達健二。

## 経歴
1977年（昭和52年）、東京大学法学部第2類（公法コース）を卒業し、通商産業省に入省（中小企業庁金融課配属）。2002年（平成14年）、経産省経済産業政策局経済産業政策課長に就任。2003年（平成15年）、経済産業省大臣官房総務課長に就任。2004年（平成16年）6月、資源エネルギー庁電力・ガス事業部長に就任。2006年（平成18年）7月、経済産業省大臣官房総括審議官に就任。2007年（平成19年）7月、貿易経済協力局長に就任。2008年（平成20年）7月、経済産業省大臣官房長に就任。2010年（平成22年）7月、経済産業政策局長に就任。2011年（平成23年）8月、経済産業事務次官に就任。2013年（平成25年）6月に退官し、経済産業省顧問に就任。退官後は、日本生命特別顧問、旭化成取締役、東洋エンジニアリング取締役などを歴任。2016年（平成28年）6月、商工組合中央金庫代表取締役社長に就任。2018年（平成30年）3月、危機対応融資での不正発覚を受け同社長を退任。2018年（平成30年）10月、日本生命保険特別顧問に就任。2019年（令和元年）6月、一般財団法人企業活力研究所会長に就任。2023年（令和5年）3月、ENECHANGE社外取締役に就任。

## 同期
- 桑山信也（官房地域経済産業審議官）
- 加藤敏春（エコマネー提唱、東大総合文化研究科客員教授）
- 松村博史（IPA理事、駐英公使）
- 小林憲明（AIST理事、ジェトロデュッセルドルフセンター所長）
- 柴生田敦夫（RIETI上席研究員、ジェトロ北京代表処所長）
- 細川昌彦（中部大学中部高等学術研究所特任教授、中京大学経済学部教授、日本貿易振興機構ニューヨーク・センター所長、中部経済産業局長）